# Rymdport
Rymdport est un logiciel gratuit, libre et opensource, de transfert de fichiers en peer-to-peer. Il permet notamment de s'affranchir de l'utilisation d'un serveur pour échanger des fichiers.
Initié sous le nom de wormhole-gui, il utilise le protocole magic-wormhole et permet le transfert de fichiers en P2P, mais également de transférer des répertoires et du texte.
Il fonctionne sous Windows, Macos, Linux, et BSD. Il a été en partie financé par TutaNota.